# Cokelat
Cokelat – indonezyjski zespół muzyczny z Bandungu. Został założony w 1996 roku.
Nazwa zespołu (indonez. cokelat – „czekolada”) odnosi się do faktu, że ich twórczość ma odpowiadać gustom różnych grup osób, podobnie jak smak czekolady.
W skład grupy wchodzą: Ronny Febry Nugroho (bas), Aiu Ratna (wokal), Axel Rachmansyah Andaviar (perkusja), Edwin Marshal Sjarif (gitara). Wcześniej z zespołem związani byli: Roberto Pieter (gitara), Namara Surtikanti (Kikan, wokal, do 2010 r.), Ervin Syam Ilyas (perkusja, do 2010 r.), Sarah Hadju (wokal), Jackline Rossy (wokal).
W 2000 r. wydali swój debiutancki album pt. Untuk Bintang, który był jednym z ich pierwszych sukcesów. W 2002 r. otrzymali AMI (Anugerah Musik Indonesia) w kategorii najlepsza grupa alternatywna za utwór „Karma”.

## Dyskografia
Źródła: .
Albumy
- 2000: Untuk Bintang
- 2001: Rasa Baru
- 2002: Rasa Baru Special Edition
- 2003: Segitiga
- 2004: Dari Hati
- 2006: The Best Of Cokelat – Tak Pernah Padam
- 2006: Untukmu Indonesiaku
- 2008: Panca Indera
- 2016: #LIKE!